# Bec de tisora asiàtic
El bec de tisora asiàtic (Rynchops albicollis) és una espècie d'ocell de la família dels làrids (Laridae) que habita costes, llacs i gran rius d'Àsia meridional, al Pakistan, nord i centre de l'Índia i Myanmar.